# Otteissa sericea
Otteissa sericea är en skalbaggsart som beskrevs av Francis Polkinghorne Pascoe 1864. Otteissa sericea ingår i släktet Otteissa och familjen långhorningar.
Artens utbredningsområde är Madagaskar. Inga underarter finns listade i Catalogue of Life.